# 相平面
相平面（phase plane）是在应用数学（特別是非線性系統）中，視覺化的展示特定微分方程特徵的方式。相平面是一個由二個狀態變數為座標軸組成的平面，例如說(x, y)或(q, p)等。相平面是多維度相空間在二维空间中的例子。
相平面法（phase plane method）是指用繪圖的方式，來確認微分方程的解中是否存在極限環。
微分方程的解可以形成函数族。用繪圖的方式，可以畫在二維的相平面上，類似二維的向量場。向量會表示某一點對應特定參數（例如時間）的導數，也就是(dx/dt, dy/dt)，會繪製在對應的點上，以箭頭表示。若有夠多的點，就可以分析此區域內的系統行為，若有極限環，也可以識別出來。
整個場即可形成相圖，在流線上的特定路徑（一個永遠和向量相切的路徑）即為相路徑（phase path）。向量場上的相表示微分方程所說明的系統隨時間的演化。
相平面可以用來解析物理系统的行為，特別是振盪系統，例如獵食者-獵物模型（可參考洛特卡－沃爾泰拉方程）。這些模型中的相路徑可能是向內旋轉，慢慢趨近0，也可能是向外旋轉，慢慢趨近無限大，或是接近中性的平衡位置，此情形稱為centre，路徑可能是圓形、橢圓或是其他形狀。在判斷其系統是否穩定時很有用。
另一個振盪系統的例子是一些多步的化學反應，其中有些會有化學平衡，不是完全反應。此情形下可以將反應物及生成物濃度（或質量）的變化利用微分方程來建模，可以對其化学动力学有更清楚的瞭解。

## 線性系統的例子
二維的线性微分方程系統可以寫成以下的形式：
{\displaystyle {\begin{aligned}{\frac {dx}{dt}}&=Ax+By\\{\frac {dy}{dt}}&=Cx+Dy\end{aligned}}}
可以整理為矩阵方程式：
{\displaystyle {\begin{aligned}&{\frac {d}{dt}}{\begin{pmatrix}x\\y\\\end{pmatrix}}={\begin{pmatrix}A&B\\C&D\\\end{pmatrix}}{\begin{pmatrix}x\\y\\\end{pmatrix}}\\&{\frac {d\mathbf {x} }{dt}}=\mathbf {A} \mathbf {x} .\end{aligned}}}
其中A是2 × 2的係數矩陣，而x = (x, y)是二個自變量組成的座標向量。
此系統可以解析求解，例如積分下式：
{\displaystyle {\frac {dy}{dx}}={\frac {Cx+Dy}{Ax+By}}}
不過此解是x和y的隐函数，也不容易詮釋。

### 用特徵值求解
上述方程常見的解法是用右邊矩陣型式的係數，利用特徵值{\displaystyle \lambda }求解，利用以下的行列式求得：
{\displaystyle \det(\mathbf {A} -\lambda \mathbf {I} )=0}
以及以下的特徵向量
{\displaystyle \mathbf {A} \mathbf {x} =\lambda \mathbf {x} }
特徵值表示指數項的幂次，而特徵向量為其係數。若將解寫成代數型式，可以表示為幾個指數項配合對應係數的和。因為特徵向量的唯一性，每一個此方式得到的解會有待確定的係數c1, c2, ... cn.
通解為：
{\displaystyle x={\begin{bmatrix}k_{1}\\k_{2}\end{bmatrix}}c_{1}e^{\lambda _{1}t}+{\begin{bmatrix}k_{3}\\k_{4}\end{bmatrix}}c_{2}e^{\lambda _{2}t}.}
其中λ1和λ2是特徵值，而(k1, k2), (k3, k4)是基礎特徵向量。係數c1和c2和特徵向量的唯一性有關，只有在初始條件已知時才能求解。
上述行列式可以得到以下的特徵多項式：
{\displaystyle \lambda ^{2}-(A+D)\lambda +(AD-BC)=0}
是以下型式的一元二次方程：
{\displaystyle \lambda ^{2}-p\lambda +q=0}
其中;
{\displaystyle p=A+D=\mathrm {tr} (\mathbf {A} )\,,}
（"tr"表示矩陣的跡）以及
{\displaystyle q=AD-BC=\det(\mathbf {A} )\,.}
特徵值的顯式解可以由求得二次方程而得：
{\displaystyle \lambda ={\frac {1}{2}}(p\pm {\sqrt {\Delta }})\,}
其中
{\displaystyle \Delta =p^{2}-4q\,.}

### 特徵向量及節點
特徵向量及節點會決定相路徑的輪廓，可以用圖像來描繪動態系統的解，如下所述：

线性自治系统平衡點的分類。若是非線性自治系统，進行線性化近似後也會有類似的分類

要畫相平面時，會先畫對應二個特徵向量的直線（表示系統既不趨近直線，也不遠離直線的穩定條件）。之後相平面就會用有箭頭的實線代替有向量場上每點的箭頭。特徵值的正負號會影響的相平面的特點：
- 若二個符號一正一負，特徵向量的交點為鞍點。
- 若二個符號都為正，表示系統會遠離特徵向量，交點是不穩定節點。
- 若二個符號都為負，表示系統會趨向特徵向量，交點是穩定節點。

以上說明可以用微分方程解中指數解的行為來理解。

### 重覆的特徵值
若是二個特徵值為相同的實數，會需要透過一個未知的向量以及第一個特徵向量來求解係數矩陣，產生第二個解。不過若系統對應，也可以用正交的特徵向量來產生第二個解。

### 有虛部的特徵值
有虛部的複數特徵值，表示其解包括有正弦及餘弦函數（可以表示為幂次為複數的次數）。此情形比較簡單，只需要一個特徵值以及一個特徵向量就可以產生系統的完整解。

## 外部連結
- Lamar University, Online Math Notes - Phase Plane, P. Dawkins （页面存档备份，存于）
- Lamar University, Online Math Notes - Systems of Differential Equations, P. Dawkins （页面存档备份，存于）
- Overview of the phase plane method